# Aigars Grauba
Aigars Grauba, né le 19 janvier 1965 à Riga en Lettonie, est un réalisateur et scénariste letton,.

## Filmographie
- 1993 : La Force de tuer (Drosme nogalināt)
- 2000 : L'Été terrible (Baiga vasara)
- 2007 : La Bataille de la Baltique (Rīgas sargi)
- 2012 : Dream Team 1935 (	Sapņu komanda 1935)
- 2018 : The Pagan King (Nameja gredzens)